# Temperamento equabile
Il temperamento equabile è un sistema di accordatura della scala musicale occidentale di dodici note, nel quale tutti gli intervalli di semitono fra note consecutive risultano uguali fra loro. La sua invenzione è attribuita ad Aristosseno di Taranto; nel corso dei secoli XVII e XVIII fu descritto e discusso da diversi teorici (inclusi i matematici Stevin e Leibniz), ma solo nel corso del XIX secolo divenne di uso corrente nella pratica musicale. A partire dal XX secolo è considerato il sistema standard di accordatura nella musica occidentale.
Il termine temperamento si riferisce al fatto che in questa scala tutti gli intervalli sono alterati ("temperati") rispetto ai rapporti di frequenza che definiscono gli intervalli giusti, mentre il termine equabile si riferisce al fatto che con questo specifico temperamento l'ottava risulta suddivisa in dodici intervalli uguali fra loro.
Benché altri tipi di temperamento, in uso nei secoli XVII e XVIII in Europa, già consentissero di eseguire musica in tutte le tonalità, il temperamento equabile è l'unico che consenta di mantenere lo stesso grado di consonanza di tutti gli accordi quando si passa da una tonalità all'altra; il suo utilizzo, inoltre, è imprescindibile per la musica dodecafonica.
L'espressione temperamento equabile è talora usata per indicare, in senso più ampio, tutte le scale musicali microtonali in cui l'ottava viene suddivisa in intervalli uguali fra loro. In questo contesto, l'usuale scala temperata di 12 semitoni è denotata con la sigla 12-TET (dall'inglese 12-Tone Equal Temperament).

## Storia
Già descritto da Aristosseno di Taranto intorno al 320 a.C., in epoca moderna questo sistema fu teorizzato dal matematico fiammingo Simone Stevino alla fine del XVI secolo; ma già il musicista Vincenzo Galilei, padre di Galileo Galilei, aveva proposto nel 1581 un'accordatura per il liuto in cui i semitoni corrispondono al rapporto di frequenze 18/17, molto vicino al valore {\displaystyle {\sqrt[{12}]{2}}} richiesto dal temperamento equabile. Nel corso del XVIII secolo diversi autori, in particolare il compositore francese Jean-Philippe Rameau (nel suo trattato Génération harmonique del 1737) e il teorico tedesco Friedrich Wilhelm Marpurg (nei trattati Principes du clavecin del 1756 e Versuch über die musikalische Temperatur del 1776) sostennero l'opportunità di adottare il temperamento equabile in sostituzione dei temperamenti inequabili (o buoni temperamenti), in cui l'ottava non è divisa in parti uguali, come quelli descritti da Andreas Werckmeister (1691), Johann Georg Neidhart (1732), Georg Andreas Sorge (1746), Johann Philipp Kirnberger (1776), Francesco Antonio Vallotti (1779) e altri.
L'adozione del temperamento equabile nella pratica fu tuttavia graduale, sia per motivi di estetica musicale, sia per la difficoltà di realizzare con precisione questo temperamento nell'accordatura degli strumenti per mancanza di intervalli giusti di riferimento. Se nel corso del XIX secolo il temperamento equabile si affermò progressivamente in tutta Europa come il riferimento teorico standard, solo nel 1917 William Braid White sviluppò un metodo praticamente utilizzabile per accordare un pianoforte secondo un temperamento equabile rigoroso.

## Costruzione della scala equabile
Per suddividere l'ottava in 12 intervalli "elementari" (semitoni temperati) in tutti esattamente della stessa ampiezza, si deve considerare che l'ampiezza di un intervallo corrisponde al rapporto fra le frequenze fondamentali delle due note (e non alla differenza delle frequenze). Poiché l'intervallo di ottava è espresso dalla frazione 2/1, in quanto la frequenza raddoppia a ogni ottava, il rapporto di frequenze che identifica il semitono temperato è il numero irrazionale {\displaystyle {\sqrt[{12}]{2}}}. In questo modo dodici semitoni coprono esattamente l'intervallo di un'ottava.
Poiché {\displaystyle {\sqrt[{12}]{2}}\simeq 1,06\simeq 18/17}, il semitono “temperato” risulta essere una via di mezzo tra il semitono cromatico (25/24) e il semitono diatonico (16/15) della scala naturale. Il tono invece vale {\displaystyle {\sqrt[{12}]{2}}\times {\sqrt[{12}]{2}}\simeq 1,1224}, quindi è molto più vicino al tono maggiore naturale ({\displaystyle 9/8=1,125}) che al tono minore ({\displaystyle 10/9\simeq 1,111}). Come conseguenza la terza maggiore temperata è decisamente crescente rispetto alla terza maggiore naturale che è formata da un tono maggiore e un tono minore.

## Temperamento equabile e scala logaritmica
Benché il temperamento equabile sia stato teorizzato prima dell'introduzione in matematica del concetto di logaritmo, l'operazione di suddivisione equabile dell'ottava risulta semplificata se, invece di associare a ciascun intervallo musicale il rapporto fra le frequenze fondamentali delle note che lo compongono, si associa all'intervallo il logaritmo di questo rapporto. Infatti in questo modo la giustapposizione di due intervalli consecutivi (ad esempio due toni che formano una terza maggiore), anziché essere rappresentata dal prodotto dei rapporti di frequenze corrispondenti, è rappresentata dalla somma dei rispettivi logaritmi. Quindi la suddivisione dell'ottava in semitoni uguali comporta la semplice divisione per 12 del corrispondente valore logaritmico, anziché l'estrazione di una radice dodicesima.
Già nei primi anni del XVIII secolo Gottfried Leibniz aveva ben presente la possibile applicazione di logaritmi alla scala musicale. Tuttavia solo nel 1885 fu proposta da Alexander Ellis la misura logaritmica degli intervalli musicali oggi correntemente adottata: se le frequenze fondamentali di due note sono rispettivamente {\displaystyle f_{1}} e {\displaystyle f_{2}}, al loro intervallo viene associato il valore in cent dato da {\displaystyle 1200\cdot \log _{2}\left({\frac {f_{1}}{f_{2}}}\right)}. Il valore in cent dell'ottava è quindi 1200 e il semitono equabile vale esattamente un dodicesimo dell'ottava, ossia 100 cent (il nome cent deriva appunto dal fatto che 1 cent rappresenta un centesimo di semitono equabile). La notazione in cent può essere applicata a qualunque scala musicale, ma usa comunque come riferimento la scala temperata equabile, mentre l'uso dei rapporti fra frequenze agevola il confronto con gli intervalli della scala naturale.

## Vantaggi e svantaggi
| Grado della scala | Scala temperata | Interv. | Nome interv. |
| ----------------- | --------------- | ------- | ------------ |
| I                 | 0               | —       | —            |
| II                | 200             | 200     | Tono         |
| III               | 400             | 200     | Tono         |
| IV                | 500             | 100     | Semitono     |
| V                 | 700             | 200     | Tono         |
| VI                | 900             | 200     | Tono         |
| VII               | 1100            | 200     | Tono         |
| VIII              | 1200            | 100     | Semitono     |

La scala maggiore temperata
(intervalli espressi in cent)
Il temperamento equabile è un espediente teorico che, eliminando la distinzione tra tono maggiore/minore e semitono diatonico/cromatico, fa coincidere il suono di diesis e bemolli (ad esempio: Sol♯ = La♭), dividendo il tono in due semitoni uguali. In questo modo, anche su strumenti a intonazione fissa, il grado di consonanza degli accordi rimane lo stesso in tutte le tonalità, diversamente da quanto accadeva con i temperamenti inequabili, benché alcuni dei quali permettevano di suonare in tutte le tonalità, come esemplificato dal Clavicembalo ben temperato di Bach, ma con effetti volutamente diversi a seconda della tonalità. Il maggiore svantaggio è l'alterazione di tutti gli intervalli "giusti", particolarmente rilevante e avvertibile negli intervalli di terza. Questo compromesso è spesso necessario nella prassi musicale occidentale contemporanea ed è quindi tollerato, se pure distintamente avvertibile. Nel 1709 il filosofo e matematico Leibniz sottolineava che solo ascoltatori allenati riescono a cogliere i compromessi di intonazione della scala equabile:
(Gottfried Wilhelm von Leibniz)
| Nota | Frequenza con il temperamento equabile |
| ---- | -------------------------------------- |
| Do   | 261,6 Hz                               |
| Re   | 293,7 Hz                               |
| Mi   | 329,6 Hz                               |
| Fa   | 349,2 Hz                               |
| Sol  | 392,0 Hz                               |
| La   | 440,0 Hz                               |
| Si   | 493,9 Hz                               |

Le frequenze di un'ottava approssimate a 0,1 Hz.
In realtà, nella prassi musicale contemporanea il temperamento equabile ha affiancato i temperamenti inequabili più che soppiantarli. A causa della loro complessità di accordatura e vista la necessità di eseguire frequentemente musica contemporanea, alcuni strumenti a intonazione fissa, come ad esempio il pianoforte e l'arpa moderna, lo adottano quasi sempre, pur con la conseguente perdita di espressività nella riproduzione della musica precedente il Novecento. Altri strumenti ad intonazione fissa, ad esempio organo, arpe antiche e clavicembalo, più legati a tradizioni musicali precedenti, adottano ancora oggi i temperamenti inequabili, in quanto solo così è possibile evidenziare contrasti che altrimenti andrebbero perduti. Gli strumenti ad arco ed alcuni legni possono variare l'altezza delle note per ottenere gli intervalli naturali, come si fa sistematicamente nella polifonia vocale. Alcuni strumenti, come la tromba naturale e il corno naturale, sono costruiti per emettere esclusivamente note armoniche, ossia frequenze multiple intere di una singola nota fondamentale. Quindi questi strumenti suonano secondo la scala naturale; nel corno è possibile correggere l'intonazione delle note inserendo la mano destra nel padiglione dello strumento, tecnica attestata a partire dal 1750 e oggi di uso corrente anche nel corno a pistoni. Nella moderna tromba a pistoni il problema di correggere l'intonazione dalla scala naturale al temperamento equabile si pone per le note meno consonanti col temperamento equabile che si possono però ottenere solo come armonici: vale a dire le note ottenibili con le posizioni sesta e settima (idem per gli altri ottoni), motivo per cui alcuni modelli di tromba includono piccole coulisses addizionali per permettere queste correzioni.